# Шерешовське Євангеліє
Шерешовське Євангеліє — пам'ятка рукописної білоруської писемності кінця XV — початку XVI ст. Зберігається у Національному художньому музеї Білорусі.

## Історія створення
Створене на території Білорусі 1495 р. (за даними інших дослідників, у середині XVI ст.). Назване так згідно запису на одній зі сторінок. Він говорить, що в XVII та XIX ст. воно було напрестольним у Пречистинській церкві містечка Шерешів Великого князівства Литовського (зараз — Пружанський район).

## Мистецькі оздоби
При оздоблені використано «балканський стиль» з його характерними «решітками», «вісімками» й складними переплетеннями геометричних фігур — квадратів, прямокутників, ромбів.
Текст написано червоною та чорною фарбами. Є також чотири мініатюри-портрети євангелістів. П'ять заставок, малюнки на полях (рослинна орнаментика) та ініціали.

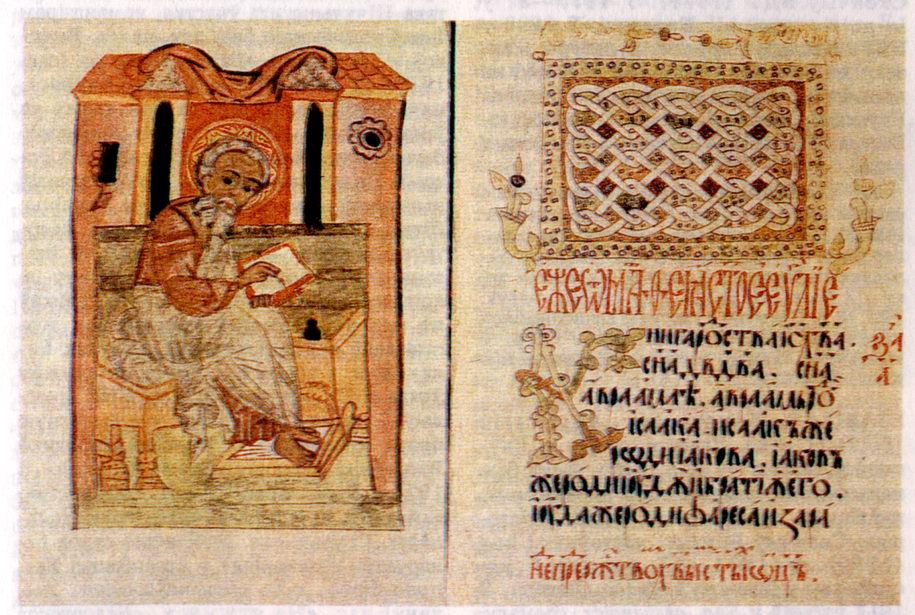
Шарашовське Євангеліє — Šarašowskaje Evangelle

Історична пам'ятка Білорусі